# Private Records
Private Records ist ein Musiklabel aus Berlin, gegründet 2010 von Janis Nowacki.

## Geschichte
Das Label positionierte sich mit der Neuauflage von Christian Bruhns Soundtrack zur Zeichentrickserie Captain Future als Reissue-Label für Schallplatten aus den 1970er und 1980er Jahren.
Seit 2012 werden zunehmend bisher unveröffentlichte Alben und Soundtracks auf diversen Sublabels (Closing the Circle, Vagienna) veröffentlicht. Bisher sind etwa 80 Alben veröffentlicht worden (Stand 2018). Neben den Produkten gibt es auch Beiträge zu internationalen Musik- und Filmfestivals sowie Clubveranstaltungen (z. B. im Berghain).

## Künstler (Auswahl)
- Christian Bruhn
- Harold Faltermeyer
- Fabio Frizzi
- Gerhard Heinz
- PJ Wassermann
- Marc Almond